# Joyce Hyser
Joyce Hyser (* 20. Dezember 1957 in New York City, New York) ist eine US-amerikanische Schauspielerin.

## Leben
Hyser hatte ihr Schauspieldebüt 1980 in der Filmkomödie The Hollywood Knights, in der sie eine kleinere Nebenrolle an der Seite von Tony Danza und Fran Drescher spielte. Es folgten weitere Nebenrollen, unter anderem in Sylvester Stallones Staying Alive mit John Travolta in der Hauptrolle. 1984 spielte sie im Musikvideo I Can Dream About You von Dan Hartman. Im darauf folgenden Jahr hatte sie ihre einzige Spielfilm-Hauptrolle in Als Junge ist sie spitze. Dieser Film markierte eine Wende in ihrer Karriere, in der Folge spielte sie zunächst nur noch in Fernsehserien, darunter wiederkehrende Gastrollen in L.A. Law als Allison Gottlieb sowie in Flash – Der Rote Blitz als Megan Lockhart. Ihre bislang letzte Filmrolle spielte sie 1994 in Greedy neben Michael J. Fox und Kirk Douglas.
Hyser war in den 1980er Jahren fünf Jahre mit dem Rockmusiker Bruce Springsteen liiert. Sie unterhielt außerdem Beziehungen zu Warren Beatty und Timothy Hutton.

## Filmografie (Auswahl)
- 1983: Staying Alive
- 1983: Valley Girl
- 1984: This Is Spinal Tap
- 1985: Als Junge ist sie Spitze (Just One of the Guys)
- 1989: L.A. Law – Staranwälte, Tricks, Prozesse (L.A. Law, Fernsehserie, 10 Folgen)
- 1990: Flash – Der Rote Blitz (The Flash, Fernsehserie, 3 Folgen)
- 1990: Der Nachtfalke (Midnight Caller, Fernsehserie, eine Folge)
- 1992: Melrose Place (Fernsehserie, eine Folge)
- 1992: Raven (Fernsehserie, eine Folge)
- 1994: Greedy
- 1994: Viper (Fernsehserie, eine Folge)
- 1995: Mord ist ihr Hobby (Murder, She Wrote, Fernsehserie, eine Folge)
- 1998: Pacific Blue – Die Strandpolizei (Pacific Blue, Fernsehserie, eine Folge)

## Auszeichnungen
- 1986: Young-Artist-Award-Nominierung für Als Junge ist sie Spitze